# Museo Arqueológico de Olinto
El Museo Arqueológico de Olinto es un museo de Grecia ubicado en la península Calcídica, cerca del sitio arqueológico de Olinto. Fue inaugurado en 1998.
El museo contiene únicamente material audiovisual. A través de este, se expone la historia de la antigua ciudad de Olinto, e incluye información sobre su estructura urbanística, las características de sus edificios, su economía, sus sistemas organizativos, las excavaciones arqueológicas realizadas y los trabajos de rehabilitación de los restos. Los objetos hallados en las excavaciones se exponen en el Museo Arqueológico de Polígiros.
|  |
|  |

|  |
|  |